# Мејнвил (Пенсилванија)
Мејнвил (енгл. Mainville) насељено је место без административног статуса у америчкој савезној држави Пенсилванија.

## Демографија
По попису из 2010. године број становника је 132, што је 49 (59,0%) становника више него 2000. године.
| Група             | 2000.       | 2010.       |
| Белци             | 83 (100,0%) | 131 (99,2%) |
| Афроамериканци    | 0 (0,0%)    | 0 (0,0%)    |
| Азијати           | 0 (0,0%)    | 0 (0,0%)    |
| Хиспаноамериканци | 0 (0,0%)    | 0 (0,0%)    |
| Укупно            | 83          | 132         |